# Hemistola detracta
Hemistola detracta là một loài bướm đêm trong họ Geometridae.